# 九州大谷短期大学
九州大谷短期大学（日语：／ Kyushu Ohtani Tankidaigaku *）是一所位于日本福冈县筑后市的私立短期大学。源流成立于1665年。短期大学为于1970年开办、由学校法人真宗大谷学园经营、来源于亲鸾的净土真宗。

### 历史
- 1970年 九州大谷短期大学成立并同时设置佛教学科、日文学科、幼儿教育学科[1]。
- 1995年 专科福利专攻成立[1]。
- 1999年 福利学科成立[1]。
- 2000年 日文学科变更为日语沟通学科[注 1][1]。
- 2005年 日语沟通学科[注 1]变更为表现学科[1]。

### 憲章
- 请参看九州大谷短期大学的标志（页面存档备份，存于）2013年11月20日阅览。

## 学校环境
- 校区：在福冈县筑后市

## 历任校长
- 斯波义慧：就任于1970年[1]。第一代短期大学校长[1]
- 蓬茨祖运：就任于1976年[1]。
- 桑门豪：就任于1980年[1]。
- 古田和弘：就任于2001年[1]。
- 大江宪成：就任于2008年。现在短期大学校长[2]

## 著名人和有关人员
- 竹内一郎：
- 组坂繁之：兼任折尾爱真短期大学教员

## 組織

### 学科
- 佛教学科
- 表现学科
- 幼儿教育学科
- 福利学科

### 专科
| - 福利专攻 |

#### 业余课程
| - 没有 |

### 附属机关
| - 图书馆 - 终身学习中心 - 演剧广播馆 - 广播播音室 |

## 知名校友
- 板井环奈：工作于KBC媒体无线电报告人
- 平田理绘：九州朝日放送无线电报告人
- 松本由纪：演员
- 苍井Nozomi：演员
- 天野贵子：广播员
- 菅一乘：赛车运动员

## 相关链接
- 日本短期大学列表
- 大谷大学
- 大谷大学短期大学部